# Ka Pou Lam
Ka Pou Lam (10 luglio 1985) è un calciatore macaense, di ruolo difensore.

## Palmarès

### Club

#### Competizioni nazionali
- Campionato di Macao: 3

Lam Pak: 2006, 2007, 2009